# Dipodomys ingens
Dipodomys ingens är en däggdjursart som först beskrevs av Clinton Hart Merriam 1904.  Dipodomys ingens ingår i släktet känguruspringmöss, och familjen påsmöss. IUCN kategoriserar arten globalt som starkt hotad. Inga underarter finns listade i Catalogue of Life.
Med en kroppslängd av 15 till 20 cm och en svanslängd av 18 till 21,5 cm är arten störst i släktet. I motsats till andra känguruspringmöss finns fem tår vid bakfötterna. Pälsen är på ovansidan sandfärgad eller lite mörkare brun och på buken vit. Kännetecknande är svansen som är mörk på toppen och på undersidan medan sidorna är vita.
Denna gnagare förekommer i Kalifornien (USA) i delar av Central Valley. Regionen ligger 120 till 870 meter över havet. Habitatet utgörs av halvöknar med några buskar. Efter regntider växer gräs och örter i utbredningsområdet. I vissa delar av regionen etablerades betesmarker med frodigare växtlighet.
Individerna behöver mjuk jord där de kan gräva sina bon. De lever främst ensamma och har ett 60 till 350 m² stort revir. Dipodomys ingens är aktiv på natten och äter främst frön samt några växtdelar och troligen insekter.